# Claris Home Page
Claris Home Page é um programa de edição HTML, que possibilita a criação e edição de páginas web. Foi criado originalmente pela empresa SPI em 1994, e mais tarde adquirido pela Claris (subcidiária da Apple Computer), que redefiniu o programa de acordo com a sua imagem corporativa, quanto à interface e embalagem, sendo lançado em 1996. Foi um dos primeiros programas a implementar a edição what-you-see-is-what-you-get verdadeiro.
O programa suportava a linguagem HTML da altura, e era notável na edição de tabelas. Mesmo os novos utilizadores podiam criar páginas razoáveis, e carregá-las para o servidor, com alguma facilidade. No entanto, o programa não dispunha de nenhuns modelos de páginas (templates), nem nenhum sistema de criação de menus e rollovers. Tinha também alguns erros, os quais a Claris nunca resolveu. O seu desenvolvimento e uso acabou por entrar em declínio. A 1 de Fevereiro de 2001, a Filemaker (sucessora da Claris) abandonou a comercialização do programa, assim como a assistência a este a 1 de Agosto de 2001. Segundo a empresa, o seu declínio deve-se ao aparecimento de programas baratos ou gratuitos, o que inviabilizou o seu desenvolvimento.

## História de lançamentos
| versão       | data de lançamento | plataforma | alterações significativas                                                                       |
| ------------ | ------------------ | ---------- | ----------------------------------------------------------------------------------------------- |
| 1.0b1 (beta) | 1996               | Mac OS     |                                                                                                 |
| 1.0          | 1996               | Mac OS     | - criação de ligações a arquivos "clicar e arrastar"                                            |
| 2.0b1 (beta) |                    | Mac OS     |                                                                                                 |
| 2.0          | 1997               | Mac OS     | - pré-visualização de páginas num navegador                                                     |
| 3.0b1 (beta) | Janeiro de 1998    | Mac OS     |                                                                                                 |
| 3.0          | 1998               | Mac OS     | - maior compatibilidade com o FileMaker Pro - pré-visualização de páginas em vários navegadores |